# Ari Sigurpálsson
Ari Sigurpálsson (17 marzo 2003) è un calciatore islandese, attaccante dell'Elfsborg.

## Carriera

### Nazionale
Vanta 36 presenze e otto reti nelle rappresentative giovanili dell'Islanda dall'Under-15 all'Under-21.

## Palmarès

### Club

#### Competizioni nazionali
- Supercoppa d'Islanda: 2

Víkingur: 2022, 2024
- Coppa d'Islanda: 1

Víkingur: 2023
- Campionato islandese: 1

Víkingur: 2023